# Disfunción del piso pélvico
La disfunción del suelo o piso pélvico es un término utilizado para una amplia variedad de trastornos que ocurren cuando los músculos y ligamentos del suelo pélvico pierden sus funciones. Se define como una hernia de los órganos pélvicos a través de las paredes de los órganos pélvicos y el suelo pélvico. La enfermedad afecta hasta al 50 por ciento de las mujeres que han dado a luz. Aunque esta afección afecta predominantemente a las mujeres, afecta hasta un 16 por ciento de los hombres. Los síntomas pueden incluir dolor pélvico, presión, dolor durante las relaciones sexuales, incontinencia urinaria (IU), vejiga hiperactiva, incontinencia fecal, vaciamiento incompleto de las heces, estreñimiento, dolor pélvico miofascial y prolapso genital total. Cuando se produce un prolapso de órganos pélvicos, puede haber una protrusión visible del órgano o un bulto que se siente en la vagina o el ano. Los síntomas pueden restringir la vida cotidiana de las mujeres. Sin embargo, a muchas personas les resultaba difícil hablar de ello y buscar atención médica, ya que experimentan vergüenza y estigma.
Los tratamientos habituales para la disfunción del suelo pélvico son la cirugía, la medicación, la fisioterapia y las modificaciones del estilo de vida.
El término "disfunción del suelo pélvico" ha sido criticado porque no representa un trastorno específico del suelo pélvico. Por lo tanto, se ha recomendado que el término no se utilice en la literatura médica sin una aclaración adicional.

## Epidemiología
La disfunción del suelo pélvico está muy extendida y afecta a todas las edades y grupos de población,: 517  especialmente hasta el 50 por ciento de las mujeres que han dado a luz, comparado con un 27% de mujeres nulíparas.: 517  Alrededor del 11% de las mujeres se someterán a cirugía por incontinencia urinaria o prolapso de órganos pélvicos antes de los 80 años. Entre 15 y 30% de personas adultos mayores en la comunidad padecen de incontinencia urinaria, mientras que entre aquellos institucionalizados la frecuencia aumenta a un 50%.
Las mujeres que experimentan disfunción del suelo pélvico tienen más probabilidades de informar problemas de excitación combinados con dispareunia. Para las mujeres, existe un riesgo del 20,5% de tener que someterse a una intervención quirúrgica relacionada con la incontinencia urinaria de esfuerzo. La literatura sugiere que las mujeres de raza blancas tienen un mayor riesgo de sufrir incontinencia urinaria de esfuerzo.
Aunque se cree que la disfunción del suelo pélvico afecta con mayor frecuencia a las mujeres, se ha identificado que el 16% de los hombres padecen disfunción del suelo pélvico.En estos casos, junto con sus múltiples consecuencias, incluida la incontinencia urinaria, son un problema de salud preocupante que se hace más evidente a medida que aumenta la población de individuos de edad avanzada.

## Etiología
Mecanísticamente, las causas de la disfunción del suelo pélvico son dos: el ensanchamiento del hiato del suelo pélvico y el descenso del suelo pélvico por debajo de la línea pubococcígea, con prolapso graduado de órganos en relación con el hiato pélvico. Algunas personas cuentan con una deficiencia hereditaria en su tipo de colágeno y quienes pueden tener más probabilidades de desarrollar disfunción del suelo pélvico. Las personas con tejido conjuntivo y fascia congénitamente débiles tienen un mayor riesgo de sufrir incontinencia urinaria de esfuerzo y prolapso de órganos pélvicos. Los defectos en la fascia endopélvica y la función comprometida del músculo elevador del ano se han categorizado como factores etiológicos importantes en el desarrollo de la disfunción del suelo pélvico. Algunas circunstancias están claramente asociadas con defectos de colágeno. Entre ellas se incluyen haber tenido un parto vaginal, haber pasado la menopausia y ser de edad avanzada.
Algunos hábitos inlcuidos en el estilo de vida pueden provocar disfunción del suelo pélvico. Esto incluye posponer el orinar o defecar, la obesidad. Algunos medicamentos, incluyendo el uso de relajantes musculares o narcóticos y el uso de antihistamínicos o anticolinérgicos pueden acelerar la aparición de disfunción pélvica. El uso de relajantes musculares o narcóticos puede provocar una mayor relajación de los músculos lisos y esqueléticos, potencialmente relacionada con la incontinencia urinaria. Los antihistamínicos y anticolinérgicos pueden tener efectos aditivos que provocan vacilación y retención urinaria, lo que en última instancia conduce a una disfunción del suelo pélvico. La incontinencia urinaria también puede afectar a los deportistas, especialmente a aquellos que practican deportes que requieren un alto impacto como el salto. Las gimnastas, por ejemplo, suelen tener una alta prevalencia de incontinencia urinaria. Los atletas en deportes que requieren una alta estabilidad espinal también pueden tener esta condición, ya que la activación de los músculos de la pared abdominal puede causar alteraciones urinarias durante las actividades. En algunos casos, el abuso sexual también puede estar asociado con dolor pélvico crónico y disfunción del suelo pélvico.
La disfunción del piso pélvico puede igualmente ser consecuencia de la radioterapia pélvica, así como de otros tratamientos para cánceres ginecológicos. La disfunción de los músculos del suelo pélvico se asocia con trastornos de la región de la espina dorsal y de la cadera que causa dolor lumbar e incontinencia, especialmente en personas con un elevado índice de masa corporal.

## Diagnóstico

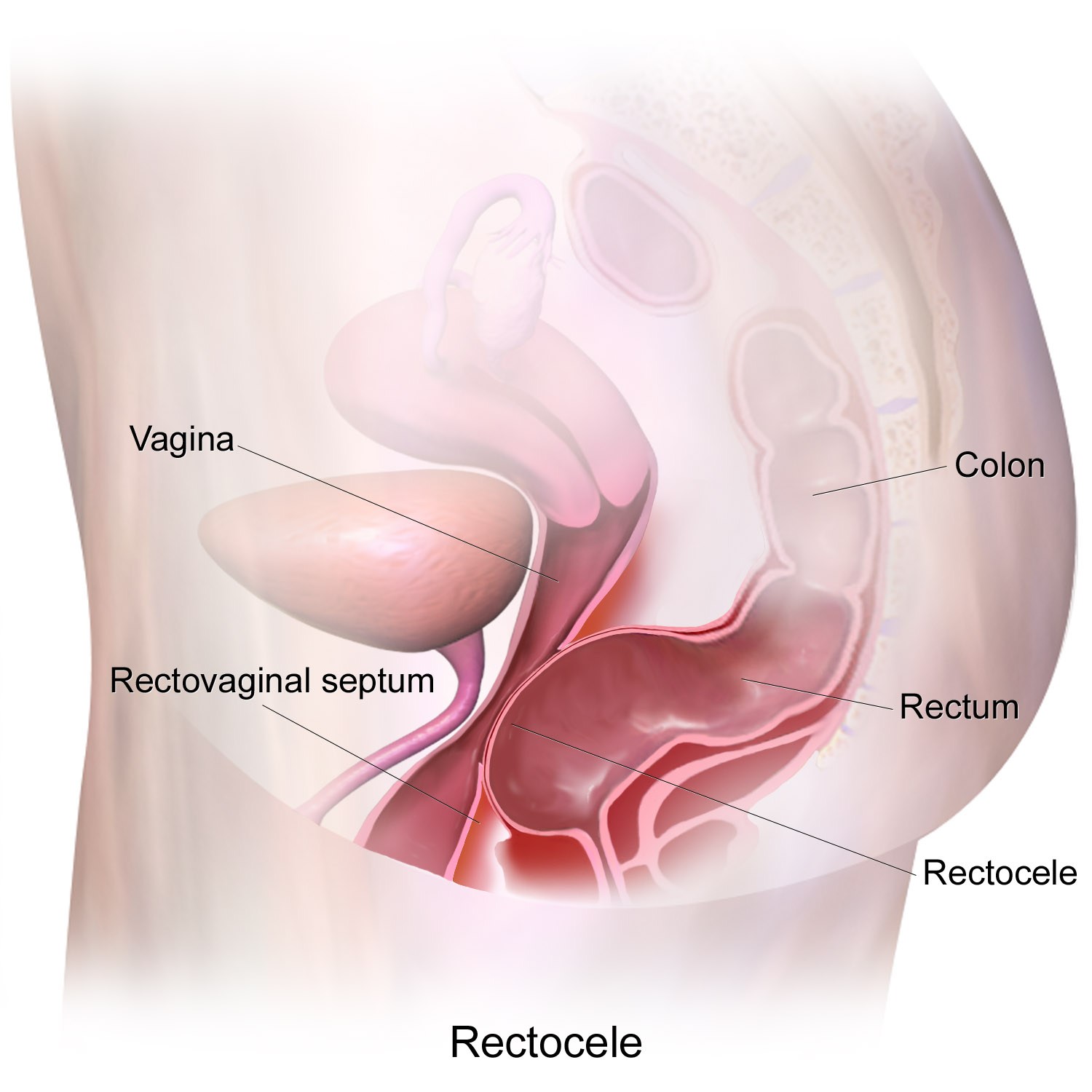
Un rectocele es una protuberancia o hernia de la pared frontal del recto hacia la parte posterior de la vagina..

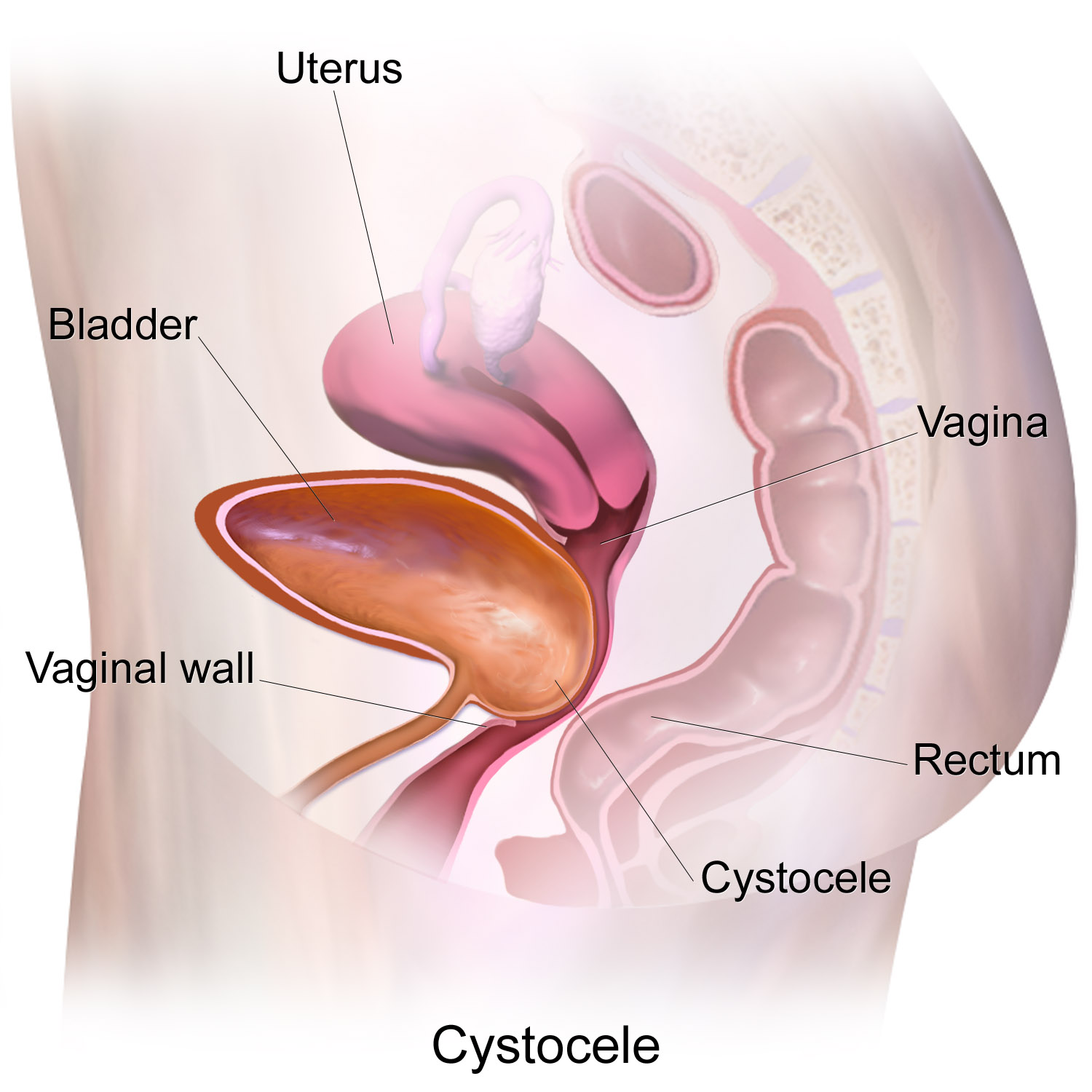
Un cistocele ocurre cuando la pared entre la vejiga y la vagina se debilita.

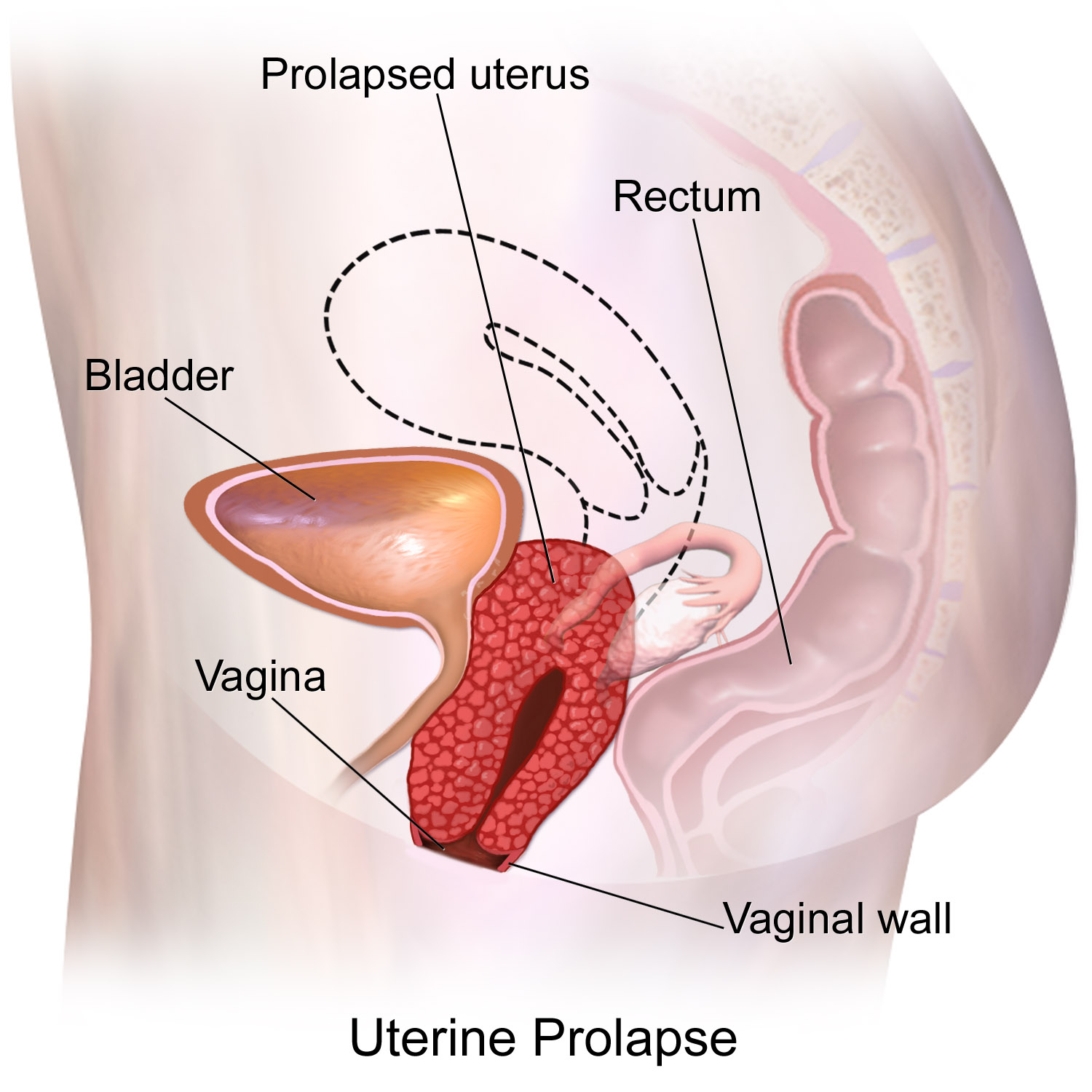
Prolapso uterino

La disfunción del suelo pélvico se puede evaluar con una historia clínica detallada y el examen físico, aunque a menudo se necesitan imágenes para su diagnóstico conclusivo.: 527–528  Como parte de la historia clínica, un proveedor de atención médica pregunta sobre los antecedentes obstétricos, el historial gestacional, qué modo de parto fue y si hubo alguna complicación durante el o los partos. Los profesionales también preguntarán sobre la presencia y gravedad de síntomas como dolor o presión pélvica, problemas para orinar o defecar, relaciones sexuales dolorosas o disfunción sexual. El examen físico puede incluir tanto un examen con un espéculo para visualizar el cuello uterino y verificar si hay inflamación, como un examen manual con los dedos del médico para evaluar el dolor y la fuerza de la contracción de los músculos del suelo pélvico.
Las imágenes de radiología y ultrasonido proporcionan una idea más completa del tipo y la gravedad de la disfunción del suelo pélvico que la historia clínica y el examen físico por sí solos. Históricamente se utilizaba la fluoroscopia con defecografía, cistografía y cistomanometría.: 528  La resonancia magnética se ha utilizado para complementar y, a veces, reemplazar la evaluación fluoroscópica del trastorno. Esta técnica es menos invasiva y permite una menor exposición a la radiación y una mayor comodidad para el paciente, aunque se requiere un enema la noche anterior al procedimiento. Tanto la fluoroscopia como la resonancia magnética evalúan el suelo pélvico en reposo y durante el esfuerzo máximo utilizando vistas coronales y sagitales.
Al clasificar la gravedad del prolapso de un órgano individual, se evalúan individualmente al recto, la vejiga y el útero. El prolapso del recto se denomina rectocele, el prolapso de la vejiga a través de la pared vaginal anterior se denomina cistocele y el prolapso del intestino delgado se denomina enterocele. Para evaluar el grado de disfunción se tienen en cuenta tres medidas. En primer lugar, se determina un punto de referencia anatómico conocido como línea pubococcígea, que es una línea recta que conecta el margen inferior de la sínfisis púbica en la línea media con la unión del primer y segundo elemento coccígeo en una imagen sagital. Se evalúa luego la ubicación del cabestrillo del músculo puborrectal y se dibuja una línea perpendicular entre la línea pubococcígea y el cabestrillo del músculo. Esta línea proporciona un punto de referencia para la medición del grado de descenso del suelo pélvico. Descenso mayor a 2 cm por debajo de esta línea se considera leve y un descenso mayor de 6 cm se considera grave. Por último, se traza una línea desde la sínfisis púbica hasta la eslinga del músculo puborrectal, que es una medida del hiato del suelo pélvico. Medidas mayores a 6 cm se consideran situaciones leves que se vuelven severos en medidas mayores de 10 cm. El grado de prolapso del órgano se evalúa en relación con el hiato.
La clasificación del prolapso de órganos en relación con el hiato pélvico es más estricta. Cualquier descenso por debajo del hiato se considera anormal y un descenso mayor de 4 cm se considera grave.
La ecografía también puede ser útil para diagnosticar la disfunción del suelo pélvico. La ecografía transabdominal, transvaginal, transperineal y endoanal (EUS) son herramientas importantes en diversos casos para diagnosticar la disfunción del suelo pélvico. En el caso de la EUS, se inserta una sonda de ultrasonido en el canal anal y se puede utilizar para visualizar y evaluar la anatomía y la función del suelo pélvico. La ecografía es de fácil acceso y no invasiva; sin embargo, puede comprimir ciertas estructuras, no produce imágenes de alta calidad y no puede utilizarse para visualizar todo el suelo pélvico.

## Tratamiento
Existen varios enfoques para el tratamiento y manjeo de la disfunción del piso pélvico y, a menudo, se utilizan varios enfoques en combinación.

### Fisioterapia
El entrenamiento de los músculos del suelo pélvico (PFM) es vital para tratar diferentes tipos de disfunción del suelo pélvico. Dos problemas comunes son el prolapso uterino y la incontinencia urinaria, ambos derivados de debilidad muscular a nivel del suelo pélvico . Es la primera línea de tratamiento para la incontinencia urinaria y, por lo tanto, debe considerarse antes de procedimientos más invasivos como la cirugía. Sin la capacidad de controlar los músculos del suelo pélvico, el entrenamiento del suelo pélvico no se puede realizar con éxito. La terapia muscular del suelo pélvico fortalece los músculos del suelo pélvico a través de contracciones repetidas de fuerza variable. A través de exámenes de palpación vaginal y el uso de biorretroalimentación, se pueden determinar las acciones de tensión, elevación y compresión de estos músculos. La biorretroalimentación se utiliza para tratar la incontinencia urinaria, ya que registra las contracciones de los músculos del suelo pélvico y puede ayudar a los pacientes a tomar conciencia del uso de sus músculos.  El entrenamiento PFM también puede aumentar la satisfacción sexual femenina al mejorar la función sexual y la capacidad de alcanzar el orgasmo.  En los hombres, los ejercicios PFM también pueden ayudar a mantener una erección fuerte. 
El entrenamiento de los músculos abdominales mejora la función muscular del suelo pélvico. Al aumentar la fuerza y el control de los músculos abdominales, a una persona le puede resultar más fácil activar los músculos del suelo pélvico en sincronía con los músculos abdominales. Muchos fisioterapeutas están especialmente capacitados para abordar las debilidades musculares asociadas con la disfunción del suelo pélvico y pueden tratar eficazmente la disfunción del suelo pélvico a través de ejercicios de fortalecimiento.  En general, la fisioterapia puede mejorar significativamente la calidad de vida de las personas con disfunción del suelo pélvico al aliviar los síntomas.

### Farmacología
La vejiga hiperactiva se puede tratar con medicamentos, incluidos los de la clase de antimuscarínicos y agonistas beta 3. Los antimuscarínicos son los más utilizados, sin embargo, los agonistas beta 3 pueden utilizarse para aquellos individuos que no pueden tomar antimuscarínicos debido a efectos secundarios u otros motivos. Otros abordajes indican el uso de estrógeno en la terapia farmacológica.: 530 

### Dispositivos
Un pesario es un dispositivo de plástico o silicona que puede utilizarse en mujeres con prolapso de órganos pélvicos. Los pesarios vaginales pueden aliviar inmediatamente el prolapso y los síntomas relacionados con el prolapso. Este tratamiento es útil para personas que no desean someterse a una cirugía o no pueden hacerlo debido al riesgo del procedimiento. Algunos pesarios tienen un botón que también puede tratar la incontinencia urinaria. Para que sean eficaces, los pesarios deben ser colocados por un proveedor médico.
Otros dispositivos entrenan el suelo pélvico por medio de ejercicios internos con mecanismos debiorretroalimentación.

### Modificaciones del estilo de vida
Parte del manejo de la disfunción pélvica, incluye que los pacientes cambien partes de su estilo de vida. Ciertas intervenciones como reducir el peso corporal, limitar el uso de estimulantes, dejar de fumar, limitar los esfuerzos extenuantes, prevenir el estreñimiento y aumentar la actividad física pueden ayudar a prevenir la disfunción del suelo pélvico. Para aquellas personas que ya tienen diagnosticada disfunción del suelo pélvico, los síntomas pueden aliviarse con actividad física, especialmente ejercicios abdominales y ejercicios del suelo pélvico (Ejercicios de Kegel) que fortalecen el suelo pélvico. Los síntomas de la incontinencia urinaria también se pueden reducir haciendo cambios en la dieta, como limitar la ingesta de alimentos ácidos y picantes, alcohol y cafeína. 

### Cirugía
La cirugía se realiza cuando lo desea el paciente o cuando los tratamientos menos invasivos, como la modificación del estilo de vida y la fisioterapia, no son efectivos. Existen varios procedimientos que se utilizan para abordar el prolapso. Los cistoceles se tratan con un procedimiento quirúrgico conocido como colposuspensión de Burch, con el objetivo de suspender la uretra prolapso para que la unión uretrovesical y la uretra proximal se reemplacen en la cavidad pélvica. El prolapso uterino se trata con histerectomía y suspensión uterosacra. En los enteroceles, el intestino delgado prolapsado se eleva hacia la cavidad pélvica y se reaproxima la fascia rectovaginal. Los rectoceles, en los que la pared anterior del recto sobresale hacia la pared posterior de la vagina, requieren colporrafia posterior, también conocida como reparación de la pared vaginal. También existen métodos comprobados para ayudar a los hombres con disfunción pélvica. En casos graves de disfunción del suelo pélvico que causa incontinencia urinaria, una prostatectomía radical seguida de terapia muscular del suelo pélvico posoperatoria es una opción. 